# مقاطعة زابل
مقاطعة زابل (بالفارسية: شهرستان زابل). هي إحدى مقاطعات محافظة سيستان وبلوشستان في إيران. مركزها مدينة زابل.